# Badminton-Mannschaftspanamerikameisterschaft 2019
Die Badminton-Mannschaftspanamerikameisterschaft 2019 im Badminton fand als gemischter Teamwettbewerb vom 14. bis zum 17. Februar 2019 in Lima in Peru statt.

## Medaillengewinner
| Disziplin       | Gold | Silber | Bronze |
| --------------- | --- | --- | --- |
| Gemischte Teams | Kanada Brian Yang Brittney Tam Catherine Choi Duncan Yao Jason Ho-Shue Josephine Wu Joshua Hurlburt-Yu Nyl Yakura Talia Ng | Vereinigte Staaten Andrew Zhang Breanna Chi Kuei Ya Chen Jennie Gai Katherine Tor Natalie Chi Noel Carino Phillip Chew Ryan Chew Timothy Lam | Brasilien Artur Silva Pomoceno Fabiana Silva Fabrício Farias Francielton Farias Izak Batalha Jaqueline Lima Lohaynny Vicente Luana Vicente Matheus Voigt Sâmia Lima Tamires Santos Waleson Santos |

## Vorrunde

### Gruppe A
|   | Team      | Sp. | G | V | g  | v  |
| - | --------- | --- | - | - | -- | -- |
| 1 | Kanada    | 2   | 2 | 0 | 10 | 0  |
| 2 | Peru      | 2   | 1 | 1 | 5  | 5  |
| 3 | Kolumbien | 2   | 0 | 2 | 0  | 10 |

### Gruppe B
|   | Team                    | Sp. | G | V | g  | v  |
| - | ----------------------- | --- | - | - | -- | -- |
| 1 | Brasilien               | 3   | 3 | 0 | 14 | 1  |
| 2 | Kuba                    | 3   | 2 | 1 | 11 | 4  |
| 3 | Dominikanische Republik | 3   | 1 | 2 | 5  | 10 |
| 4 | Argentinien             | 3   | 0 | 3 | 0  | 15 |

### Gruppe C
|   | Team               | Sp. | G | V | g  | v  |
| - | ------------------ | --- | - | - | -- | -- |
| 1 | Vereinigte Staaten | 3   | 3 | 0 | 12 | 3  |
| 2 | Mexiko             | 3   | 2 | 1 | 9  | 6  |
| 3 | Guatemala          | 3   | 1 | 2 | 8  | 7  |
| 4 | Jamaika            | 3   | 0 | 3 | 1  | 14 |

## Endrunde

### 1. bis 6. Platz
|  | Viertelfinale    | Viertelfinale      | Viertelfinale |   |                    | Halbfinale         | Halbfinale | Halbfinale |   |      | Finale           | Finale           | Finale           |
|  |                  |                    |               |   |                    |                    |            |            |   |      |                  |                  |                  |
|  |                  |                    |               |   |                    | 1                  | Kanada     | 3          |   |      |                  |                  |                  |
|  | 2                | Kuba               | 3             |   |                    |                    | Kuba       | 0          |   |      |                  |                  |                  |
|  | 3                | Peru               | 1             |   |                    |                    |            |            |   |      | Kanada           | 3                |                  |
|  |                  |                    |               |   |                    | Vereinigte Staaten | 0          |            |   |      |                  |                  |                  |
|  |                  |                    |               | 1 | Vereinigte Staaten | 3                  |            |            |   |      |                  |                  |                  |
|  | 2                | Mexiko             | 1             |   |                    |                    | Brasilien  | 2          |   |      | Spiel um Platz 3 | Spiel um Platz 3 | Spiel um Platz 3 |
|  | 3                | Vereinigte Staaten | 3             |   |                    |                    |            |            | 4 | Kuba | 0                |                  |                  |
|  |                  |                    |               |   | Brasilien          | 3                  |            |            |   |      |                  |                  |                  |
|  |                  |                    |               |   |                    |                    |            |            |   |      |                  |                  |                  |
|  | Spiel um Platz 5 |                    |               |   |                    |                    |            |            |   |      |                  |                  |                  |
|  | 6                | Peru               | 1             |   |                    |                    |            |            |   |      |                  |                  |                  |
|  | 5                | Mexiko             | 3             |   |                    |                    |            |            |   |      |                  |                  |                  |

### 7. bis 9. Platz
|  | Platz 9                 | Platz 9 |           |                         | Platz 7/8 | Platz 7/8 |
|  |                         |         |           |                         |           |           |
|  |                         |         |           |                         |           |           |
|  | Guatemala               |         |           |                         |           |           |
|  | bye                     |         |           |                         |           |           |
|  |                         |         | Guatemala | 3                       |           |           |
|  |                         |         |           | Dominikanische Republik | 0         |           |
|  | Kolumbien               | 0       |           |                         |           |           |
|  | Dominikanische Republik | 3       |           |                         |           |           |
|  |                         |         |           |                         |           |           |

### 10. bis 11. Platz
|  | Platz 10/11 |   |
|  |             |   |
|  |             |   |
|  | Argentinien | 0 |
|  | Jamaika     | 3 |

## Endstand
| Platz | Team                    | Mitglieder |
| ----- | ----------------------- | --- |
| 1     | Kanada                  | Brian Yang, Brittney Tam, Catherine Choi, Duncan Yao, Jason Ho-Shue, Josephine Wu, Joshua Hurlburt-Yu, Nyl Yakura, Talia Ng |
| 2     | Vereinigte Staaten      | Andrew Zhang, Breanna Chi, Kuei Ya Chen, Jennie Gai, Katherine Tor, Natalie Chi, Noel Carino, Phillip Chew, Ryan Chew, Timothy Lam |
| 3     | Brasilien               | Artur Silva Pomoceno, Fabiana Silva, Fabrício Farias, Francielton Farias, Izak Batalha, Jaqueline Lima, Lohaynny Vicente, Luana Vicente, Matheus Voigt, Sâmia Lima, Tamires Santos, Waleson Santos |
| 4     | Kuba                    | Osleni Guerrero, Angel Herrera Rodríguez, Leodannis Martínez Palacio, Marianne Gonzalez Ortiz, Tahimara Oropeza |
| 5     | Mexiko                  | Andrés López, Jesus Arturo Barajas Lopez, Job Castillo, Armando Gaitan, Luis Ramón Garrido, Arturo Hernández, Luis Montoya, Lino Muñoz, Jorge Rodríguez, Gerardo Saavedra, Jessica Bautista, Anahi Paola De La Torre Martinez, Yaqueline Duarte, Yesenia Duarte, Haramara Gaitan, Cynthia González, Quiñones, Adelina, Sabrina Solis, Mariana Ugalde, Vanessa Karmine Villalobos Vazquez |
| 6     | Peru                    | Bruno Barrueto, Mario Cuba, José Guevara, Leonardo Isa, Daniel La Torre, Nicolás Macías, Diego Mini, Diego Subauste, Inés Castillo, Micaela Fernanda Castillo Salazar, Micaela Flores, Paula La Torre, Daniela Macías, Ines Mendoza Rosell, Dánica Nishimura, Fernanda Saponara Rivva |
| 7     | Guatemala               | Rubén Castellanos, Kevin Cordón, Jonathan Solís, Aníbal Marroquín, Rodolfo Ramírez, Sara Michele Barrios Chiong, Diana Corleto Soto, Alejandra José Paiz Quân, Mariana Isabel Paiz Quan, Nikte Sotomayor |
| 8     | Dominikanische Republik | Wilmer Daniel Brea Nuñez, Cesar Adonis Brito Gonzalez, Nelson Javier, William Cabrera, Yonatan Linarez, Angel Argenis Marinez Ulloa, Alisa Juleisy Acosta, Mileiky Acosta, Noemi Almonte, Nairoby Jiménez, Clarisa Pie, Bermary Altagracia Polanco Muñoz |
| 9     | Kolumbien               | Fabian Ardila, Jhon Berdugo, Juan Noguera, Juliana Giraldo, Laura Valentina Londono, Luisa Valero |
| 10    | Jamaika                 | Joel Angus, Dennis Coke, Gareth Henry, Matthew Lee, Anthony Mcnee, Samuel Ricketts, Kemar Valentine, Shane Wilson, Alana Bailey, Taina Dailey, Shezelle Terisa Mctyson, Tahlia Richardson, Katherine Wynter |
| 11    | Argentinien             | Mateo Maira, Nicolas Oliva, Santiago Otero, Serafín Zayas, Iona Gualdi, Yovella Petrucci |